# Karl Daczko
Karl Daczko (* 28. April 1860 in Angerburg, Ostpreußen; † 18. Januar 1928 in Konitz in der Woiwodschaft Pommerellen, Zweite Republik Polen) war ein deutscher Schulrat in Tuchel und Politiker der deutschen Minderheit in Polen.
Daczko wurde als Vertreter des Deutschtumsbund zur Wahrung der Minderheitenrechte (DB) in die Polnische Verfassunggebende Nationalversammlung (1919–1922) gewählt.